# Times of Oman
Le Times of Oman est un périodique d'Oman qui diffuse notamment l'actualité internationale et les résultats sportifs. 
Fondé en 1975 comme un hebdomadaire d'information de format tabloid, c'est le plus ancien journal de langue anglaise du sultanat. En 1990 sa périodicité devient quotidienne et son format s'agrandit.
Essa bin Mohammed Al Zedjali est son fondateur et son rédacteur en chef.
Le Times of Oman est doté d'un site Internet.
Son concurrent direct, un autre quotidien également publié en anglais, est l'Oman Daily Observer.